# Carl Olausson
Carl Ludvig Olausson, född 8 december 1863 i Stenkyrka socken, Bohuslän död där 13 juli 1943, var en svensk politiker och hemmansägare. Han satt i riksdagens andra kammare för Liberala samlingspartiet 1909–1916, åren 1909–1911 för Orusts och Tjörns domsagas valkrets och 1912–1916 för Göteborgs och Bohus läns södra valkrets.
Carl L Olausson var ägare till gården Lilldal i Stenkyrka på Tjörn. Han gifte han sig 1889 med Albertina Johansson och paret fick tillsammans två barn, Klara och John.
Olausson blev 1902 landstingsman, ett uppdrag som han behöll till 1937. Under perioden 1913–1937 var han ledamot i landstingets förvaltningsutskott. Olausson blev också nämndeman 1902. 1928 hade han avancerat till häradsdomare. 
Olausson var också ledamot i styrelsen för Bohusläns allmänna Sjöförsäkrings AB, han var ordförande i Göteborgs Systembolag, Marstrands systembolag, Billströmska folkhögskolan och ledamot i Göteborgs och Bohus läns hushållningssällskaps förvaltningsutskott.
Olausson var även Riddare av Vasaorden.

### Webbkällor
- Andrén, Gunnar (4 mars 2004). ”Carl L Olausson (1863-1943)”. http://www.folkpartiet.se/FPTemplates/SimplePage____10074.aspx.